# Bart van der Leck
Bart van der Leck (26 de noviembre de 1876, Utrecht - 13 de noviembre de 1958, Blaricum) fue un pintor, diseñador y ceramista neerlandés, perteneciente al neoplasticismo. Con Theo van Doesburg y Piet Mondrian fundó el movimiento artístico De Stijl.
Hijo de un pintor de brocha gorda, comenzó su carrera aprendiendo a hacer vidrieras de colores en un taller de Utrecht.
Una figura clave en la carrera de Van der Leck fue la mecenas Helene Kröller-Müller, quien asumió su manutención entre 1912 y 1918 para que el artista pudiera dedicarse en exclusiva a su obra. A día de hoy, el Museo Kröller-Müller de Hoge Veluwe, fundado por Helene Kröller-Müller, conserva la mayor parte de la obra de Van der Leck.
Después de conocer a Mondrian y van Doesburg y haber fundado el movimiento Stijl con ellos, su estilo se volvió completamente abstracto. Sin embargo, pronto empezó a estar en desacuerdo con Mondrian y volvió a realizar cuadros casi abstractos, basados en imágenes reales. Su pintura Tríptico es un ejemplo, en el que transformó esbozos de una mina en España en formas que parecían abstractas. Mientras trabajaba en la mansión St Hubertus, pintó De Ruiter (el Jinete).
En 1919-1920 creó el diseño interior de Jachtslot St Hubertus, también en la finca Kröller-Müller. Jachtslot St Hubertus fue diseñado por Berlage. En 1930 recibió el encargo de Jo de Leeuw de diseñar interiores, escaparates, imagen de marca y publicidad para sus grandes almacenes. Para estos materiales a imprimir, van der Leck desarrolló un alfabeto construido con formas geométricamente rectilíneas. En 1941, diseñó un tipo de letra basado en este alfabeto para la revista de vanguardia Flax. La fuente van der Leck, un resurgimiento digital de los tipos, realizado por David Quary y Freda Sack de The Foundry, se lanzó en 1994.